# Kościół Niepokalanego Poczęcia Najświętszej Maryi Panny w Chrząstowicach
Kościół Niepokalanego Poczęcia Najświętszej Maryi Panny – rzymskokatolicki kościół parafialny położony przy ulicy Szkolnej 3 w Chrząstowicach. Świątynia należy do parafii Niepokalanego Poczęcia Najświętszej Maryi Panny w Chrząstowicach w dekanacie Ozimek, diecezji opolskiej.

## Historia kościoła
Neogotycki kościół został wybudowany w latach 1896–1897.